# Ренненкампф, Владимир Николаевич
Владимир Николаевич Ренненкампф (1862—1925) — правовед, профессор Новороссийского и Софийского университетов.

## Биография
Православный. Из потомственных дворян Киевской губернии. Сын ректора Университета Св. Владимира Николая Карловича Ренненкампфа.
Окончил Киевскую 1-ю гимназию (1880) и юридический факультет Университета Св. Владимира (1884).
По окончании университета поступил на службу в Министерство народного просвещения. В 1891 году защитил магистерскую диссертацию «Конституционные начала и политические воззрения князя Бисмарка». С 14 марта 1892 года назначен исправляющим должность экстраординарного профессора Новороссийского университета по кафедре государственного права, а 30 июня 1907 года — и. д. ординарного профессора по той же кафедре. Кроме того, состоял членом Юридического общества, Одесского общества истории и древностей и Международного союза криминалистов.
В годы Гражданской войны оставался в Одессе. В 1919 году эвакуировался из Одессы в болгарскую Варну на пароходе «Витязь». В эмиграции в Болгарии. Был профессором Софийского университета по кафедре социологии.
Скончался в 1925 году в Софии. Похоронен на Центральном Софийском кладбище. Был женат, его дочь Татьяна была лаборантом Института гистологии и эмбриологии при Софийском университете.

## Награды
- Орден Святой Анны 3-й ст. (1 января 1904)
- Орден Святого Владимира 3-й ст. (1 января 1916)

## Сочинения
- Конституционные начала и политические воззрения кн. Бисмарка. — Киев, 1890.
- Правовое государство и народный суверенитет: речь, сост. проф. В. Н. Ренненкампфом для произнесения на торжеств. акте Новорос. ун-та 1 мая 1908 г. — Одесса, 1909.
- Энциклопедия права: пособие для студентов. — София, 1926.